# 兵庫県道366号有瀬大蔵線
兵庫県道366号有瀬大蔵線 （ひょうごけんどう366ごう ありせおおくらせん）は、兵庫県神戸市西区から明石市に至る一般県道である。

## 概要
神戸市西区伊川谷町有瀬から明石市大蔵町に至る。
沿線に公共施設が多く、明石市東部を南北に貫く幹線道路として位置づけられている。終点の交差点が、極めて鋭角になっているうえ橋梁の勾配が急なため、バスなどの円滑交通や事故防止のため改良工事として跨線橋の架け替えが行われ、2010年（平成22年）10月3日完成、併用開始した。

### 路線データ
- 起点：神戸市西区伊川谷町有瀬（伊川谷町有瀬交差点、兵庫県道21号神戸明石線交点）
- 終点：明石市大蔵町（黒橋下交差点、国道2号交点）

## 地理

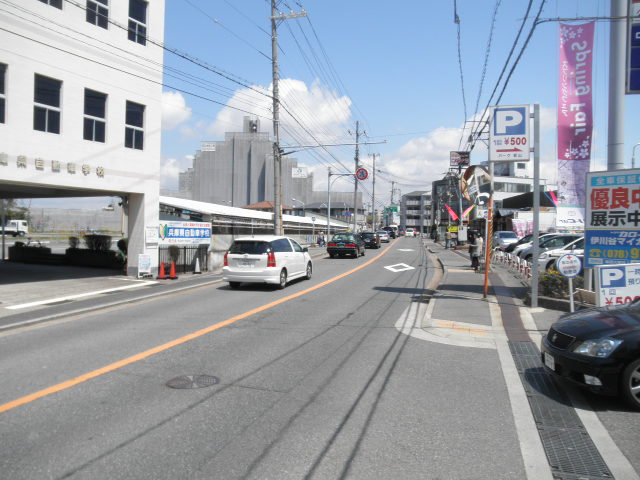
神戸市西区伊川谷町有瀬

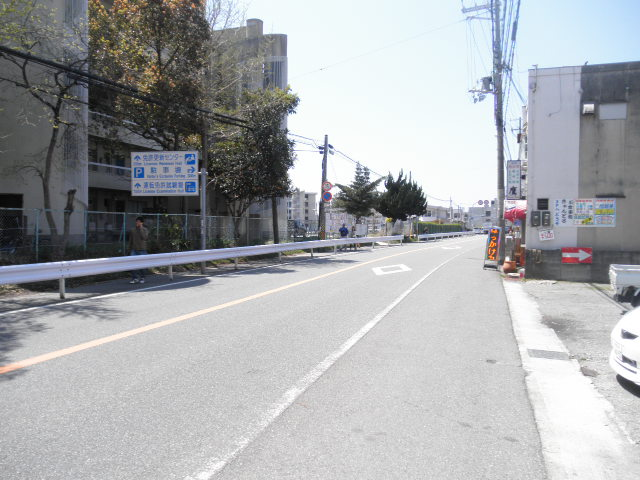
明石市荷山町

### 通過する自治体
- 神戸市（西区）
- 明石市

### 交差する道路
| 交差する道路           | 市町村名 | 市町村名 | 交差する場所 | 交差する場所              |
| ---------------------- | -------- | -------- | ------------ | ------------------------- |
| 兵庫県道21号神戸明石線 | 神戸市   | 西区     | 伊川谷町有瀬 | 伊川谷町有瀬交差点 / 起点 |
| 国道2号 国道250号 重複 | 明石市   | 明石市   | 大蔵町       | 黒橋下交差点 / 終点       |

### 交差する鉄道
- 山陽本線
- 山陽電気鉄道本線

### 沿線
- 神戸市立有瀬小学校
- 兵庫県自動車運転免許試験場
- 兵庫県立明石高等学校
- 明石市立大蔵中学校
- 明石太寺郵便局
- 明石市立人丸小学校
- JR西日本山陽本線・山陽電気鉄道本線 大蔵谷駅